# Sebou
Le Sebou (en berbère : ⴰⵙⵉⴼ ⵏ ⵙⴱⵓ ou ⴰⵙⵉⴼ ⵏ ⴳⵉⴳⵓ, en Arabe : Sabou سبو) est un fleuve marocain qui prend ses sources dans le Moyen Atlas.

## Présentation

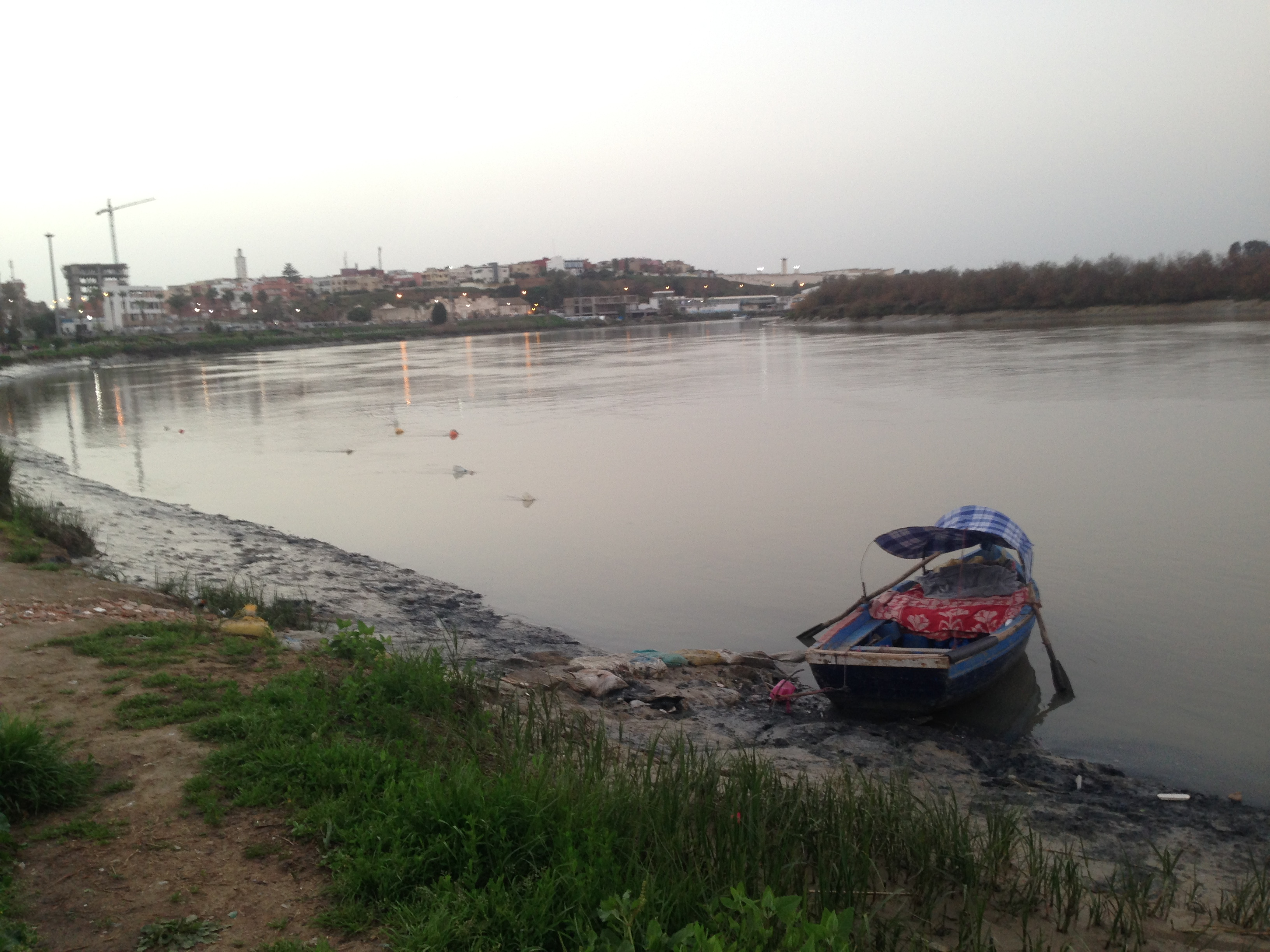
Le Sebou.

Ayant une longueur totale de 614 km depuis sa source, il a à son amont les eaux de la rifaine (Oued Leben affluent de l'Oued Inaouen, lui-même affluent de Sebou et Oued Ouargha) et celles des crêtes (Oued Guigou, Oued Zlouh, Oued Mikkés), et l'Oued Inaouen qui vient de la région de Taza où il borde les régions moyennes-atlasiques et pré-rifaines. Après avoir traversé les collines pré-rifaines, le Sebou débouche dans la plaine du Gharb, où il va recevoir l'Oued Beht et l'Oued R'dom au Sud. Il rejoint l'Atlantique près de Kénitra à Mehdia. Son débit moyen s'élève à 137 m3/s. En hiver, la moyenne la plus élevée est celle du mois de février (350 m3/s), pouvant atteindre 6 000 m3/s en période de fortes crues.
Le Sebou est l'une des ressources en eau les plus importantes du Maroc ; pourtant, il est parmi les fleuves les plus pollués de toute la région car il est soumis aux rejets des eaux usées domestiques et industrielles.

## Toponymie

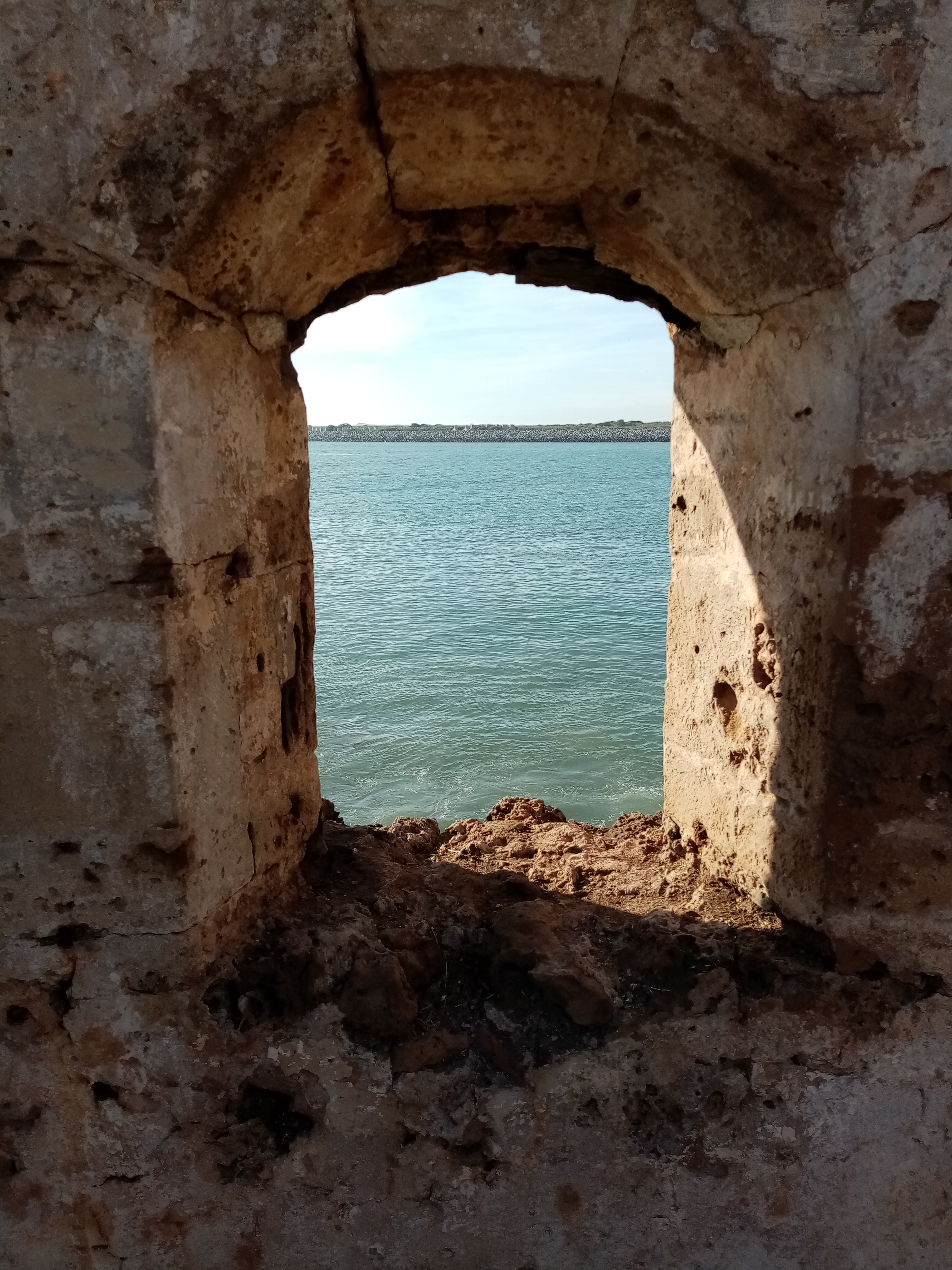
Fenêtre du bastion de la Kasbah de Kénitra donnant sur le Sebou

Le nom « Sebou » provient du berbère « Asbur », mot composé de « as » (lieu) et « bur » (marécage)[réf. à confirmer]. Ce nom a été donné à l'aval de la plaine du Gharb où les marécages étaient associés à l'oued. L'auteur romain Pline l'Ancien le nomme sous le nom Subur.

## Bassin hydraulique de Sebou

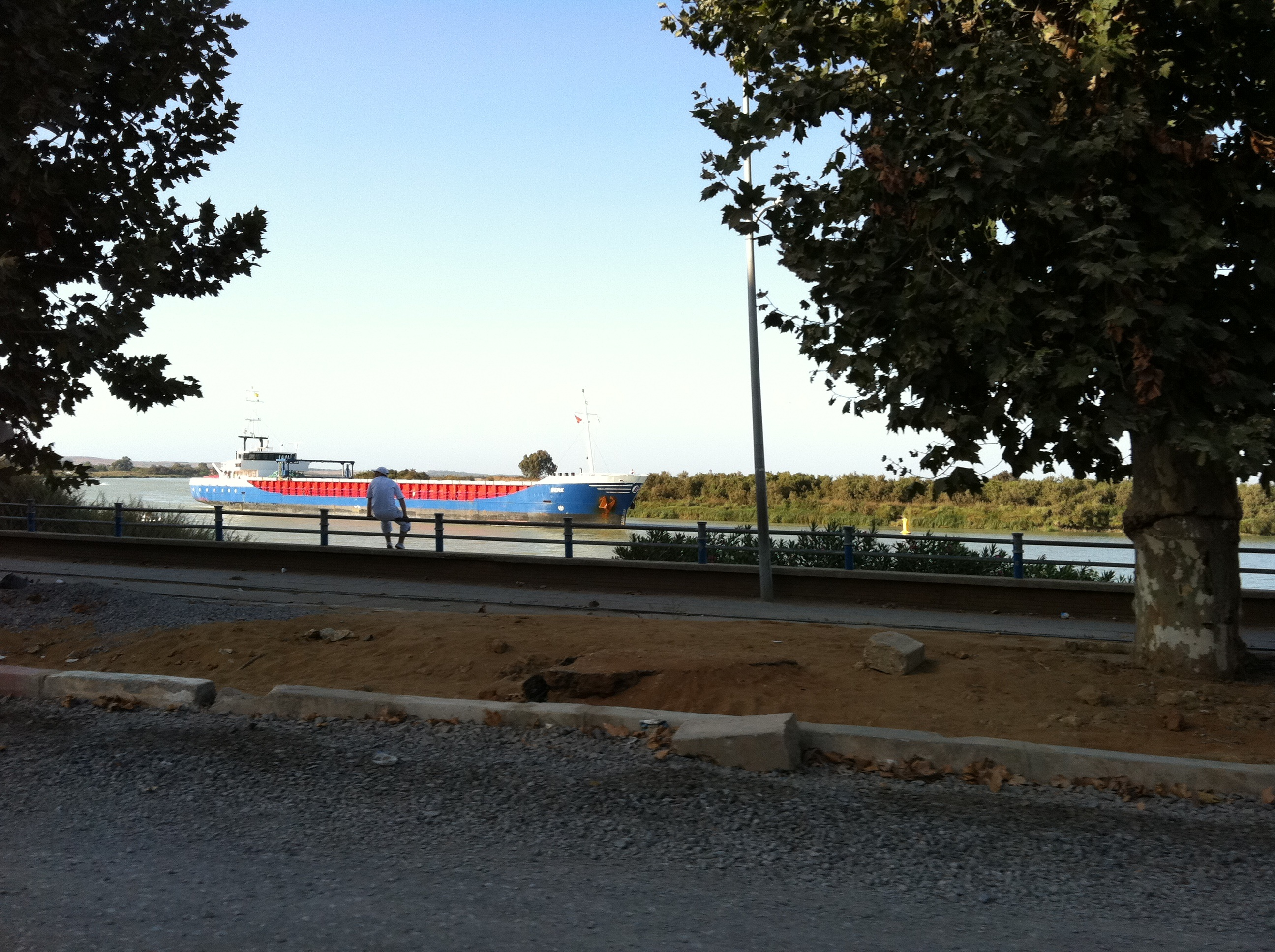
Un bateau sur l'oued Sebou entrant au Port de Kénitra

Le bassin de Sebou est formé principalement de deux plaines : celle du Gharb et celle de la Maamoura.
Le bassin de Sebou forme une cuvette entre le Rif au nord, le Moyen Atlas et la méseta au sud, le couloir Fès-Taza à l'est et l'océan Atlantique à l'ouest. D'une superficie d'environ 40 000 km2, il est l'un des bassins les plus importants du royaume et renferme actuellement une population totale de 5,9 millions d'habitants.
Il est caractérisé par un régime hydrologique très irrégulier et se jette dans l’océan Atlantique. Le fleuve Sebou est navigable sur 17 km dans sa dernière partie, jusqu’à Kénitra.